# Xã Eureka, Quận Saline, Kansas
Xã Eureka (tiếng Anh: Eureka Township) là một xã thuộc quận Saline, tiểu bang Kansas, Hoa Kỳ. Năm 2010, dân số của xã này là 632 người.